# Vitprickig nigrita
Vitprickig nigrita (Nigrita canicapillus) är en fågel i familjen astrilder inom ordningen tättingar.

## Utseende och läte
Vitprickig nigrita är en praktfull liten astrild i svart och grått. I större delen av utbredningsområdet har den ett vitt streck på huvudet och vita fläckar på vingen, vilket gett arten dess namn, men bestånd i väster saknar dessa. Liknande beigepannad nigrita är mindre och har mindre svart i pannan. Sången består av sorgsamma visslingar i ett stigande och fallande mönster.

## Utbredning och systematik
Vitprickig nigrita delas in i sex underarter med följande utbredning:
- Nigrita canicapillus emiliae – förekommer från Guinea och Sierra Leone till Ghana och Togo
- Nigrita canicapillus canicapillus – förekommer från södra Nigeria till Gabon, områdena kring lägre och mellersta Kongofloden och i västra Demokratiska republiken Kongo
- Nigrita canicapillus angolensis – förekommer från sydvästra Demokratiska republiken Kongo till nordvästra Angola
- Nigrita canicapillus schistaceus – förekommer i sydligaste Sydsudan, östra Demokratiska republiken Kongo, Rwanda, Burundi, Uganda, västra Kenya och nordvästra Tanzania
- Nigrita canicapillus diabolicus – förekommer från centrala Kenya till norra Tanzania
- Nigrita canicapillus candidus – förekommer i bergsområdet Kungwe-Mahari i västra Tanzania

## Levnadssätt
Vitprickig nigrita hittas i regnskog, galleriskog och ungskog. Den hörs ofta sjunga från trädtaket, men kan också födosöka lågt.

## Status
Arten har ett stort utbredningsområde och beståndet anses vara stabilt. Internationella naturvårdsunionen IUCN listar den därför som livskraftig (LC).